# Proprium (Philosophie)
Ein Proprium (altgriechisch ἴδιον idion „Merkmal, das Eigentümliche“) bezeichnet in der Logik seit Aristoteles ein eigentümliches logisches Prädikat. Ein Proprium ist ein Prädikat, das zwar ausschließlich seinem Subjekt zukommt, aber nicht sein Wesen (to ti en einai) bezeichnet. So wird in der Aussage „Der Mensch ist der Grammatik fähig“ vom Subjekt „der Mensch“ das Proprium „der Grammatik fähig“ ausgesagt. Denn jeder Mensch ist auch der Grammatik fähig, der Grammatik fähig zu sein bezeichnet nach Aristoteles aber noch nicht das Wesen des Menschen. Daher drückt das Proprium keine notwendige Eigenschaft aus.
Proprium und Subjekt können in der Aussage vertauscht werden. So kann man statt „Mensch“ auch „alles was der Grammatik fähig ist“ sagen.

## Porphyrios
In der Schrift Isagoge des Porphyrios ist das Proprium eine von fünf Arten von allgemein aussagbaren Prädikaten. Die weiteren vier Arten von Prädikaten sind Gattung, Art, Unterschied und Akzidens (siehe Prädikabilien).